# Anzji-Arena
De Anzji-Arena is een voetbalstadion in Kaspisk, dat plaats biedt aan 31.000 toeschouwers. 
De vaste bespeler van het stadion is Anzji Machatsjkala. Het stadion werd gebouwd op de site van het vorige stadion van Anzji, het Khazarstadion. Het werd geopend op 22 juli 2003. Enige tijd later besloot Anzji om terug in het oude Dinamostadion te spelen omdat het volgens hen onmogelijk voetballen was in de Anzji-Arena door de sterke windvlagen, afkomstig van de Kaspische Zee. De officiële opening na de renovatie volgde op 17 maart 2013 in een competitieduel tegen Krylja Sovetov Samara.
Achmat Arena (Achmat Grozny) ·
Ak Bars Arena (Roebin Kazan) ·
Centraalstadion (FK Oeral) ·
Gazovikstadion (Gazovik Orenburg) ·
Krasnodarstadion FK Krasnodar ·
Krestovskistadion (FK Zenit Sint-Petersburg) ·
Olympisch Stadion Fisjt (PFK Sotsji) ·
Otkrytieje Arena (Spartak Moskou) ·
Rostov Arena (FK Rostov) ·
RZD Arena (Lokomotiv Moskou) ·
Solidarnost Arena (Krylja Sovetov Samara) ·
Stadion Kaliningrad (Baltika Kaliningrad) ·
Stadion Nizjni Novgorod (Volga Nizjni Novgorod) ·
Tsentralny Profsojoezstadion (Fakel Voronezj) ·
VEB Arena (CSKA Moskou) ·
VTB Arena Dinamo Moskou) ·
Arena Chimki (FK Chimki) ·
Arsenalstadion (FK Arsenal Toela) ·
Centraalstadion (FK Volgar Astrachan) ·
Centraalstadion (Jenisej Krasnojarsk) ·
Dinamostadion  (Dinamo Machatsjkala) ·
Edoeard Streltsovstadion (Torpedo Moskou) ·
Geologstadion (FK Tjoemen) ·
KAMAZstadion (KAMAZ Naberezjnye Tsjelny) ·
Koebanstadion (FK Koeban Krasnodar) ·
Kristallstadion  (FC Akron Tolyatti) ·
Leninstadion (SKA-Chabarovsk) ·
Lokomotivstadion (PFK Sokol Saratov) ·
Neftechimikstadion (FK Neftechimik Nizjnekamsk) ·
Petrovski (FC Leningradets Leningrad Oblast) ·
Sjinnikstadion (Sjinnik Jaroslavl) ·
Spartakovets (FC Rodina Moskou) · 
Spartakstadion (Alania Vladikavkaz) ·
Troedstadion (Tsjernomorets Novorossiejsk)
Centraalstadion (Roebin Kazan)